# Uvariastrum
Uvariastrum é um género botânico pertencente à família Annonaceae.
Possui dez espécies que são nativas de África ocidental e meridional.

## Taxonomia
O género foi descrito por Engl. & Diels e publicado em Monographien afrikanischer Pflanzen-Familien und -Gattungen 6: 5, 31. 1901. A espécie-tipo é Uvariastrum pierreanum

## Espécies
- Uvariastrum dependens
- Uvariastrum elliotianum
- Uvariastrum germainii
- Uvariastrum hexaloboides
- Uvariastrum insculptum
- Uvariastrum modestum
- Uvariastrum neglectum
- Uvariastrum pierreanum
- Uvariastrum pynaertii
- Uvariastrum zenkeri